# Елегия за едно дърво
„Елегия за едно дърво“ е български игрален филм (късометражен) от 1986 година на режисьора Наталия Пискова, по сценарий на Наталия Пискова. Оператори са Емил Христов и Рали Ралчев. Създаден е по новелата на Ищван Йоркени.